# NGC 7022
NGC 7022 (другие обозначения — PGC 66224, ESO 235-65, FAIR 952) — линзообразная галактика (SB0) в созвездии Индеец.
Этот объект входит в число перечисленных в оригинальной редакции «Нового общего каталога».